# Bunkovce
Bunkovce este o comună slovacă, aflată în districtul Sobrance din regiunea Košice. Localitatea se află la altitudinea de 106 m deasupra n.m., se întinde pe o suprafață de 7,79 km2 și în 2017 număra 363 de locuitori.

## Istoric
Localitatea Bunkovce este atestată documentar din 1358.

## Demografie
| An:                | 1994 | 2004    | 2014    | 2024   |
| ------------------ | ---- | ------- | ------- | ------ |
| Număr de persoane: | 272  | 333     | 383     | 384    |
| Diferență:         |      | +22,42% | +15,01% | +0,26% |

| An:                | 2023 | 2024   |
| ------------------ | ---- | ------ |
| Număr de persoane: | 387  | 384    |
| Diferență:         |      | −0,77% |